# Guillaume Dupuytren
Guillaume Dupuytren (5 de outubro de 1777 - Paris, 8 de fevereiro de 1835) foi um anatomista e cirurgião militar francês. Embora tenha ganhado fama pelo tratamento de hemorroidas de Napoleão Bonaparte, ele é mais conhecido atualmente pelo termo contratura de Dupuytren, um sinal semiológico  que ele descreveu em 1831.